# کودک در زمان (فیلم)
کودک در زمان (انگلیسی: The Child in Time) نام یک فیلم تلویزیون بریتانیایی است که بر اساس کتابی با همین نام است. از بازیگران این فیلم می‌توان به بندیکت کامبربچ، کلی مکدونالد، استیون کمپل مور و ساسکیا ریوز اشاره کرد.